# Theatres des Vampires
Theatres des Vampires ist eine italienische Dark-Metal-Band mit starken musikalischen Black-Metal-Einflüssen, die bekannt ist für die Vampirismus-Thematik sowohl in ihrem Auftreten als auch in ihren Liedtexten.

## Geschichte
Theatres des Vampires wurde 1994 von Alexander Nunziati und Robert Cufaro in Rom gegründet, nachdem diese sich von der Band Sepolcrum (später VII Arcano) getrennt hatten. Alle Bandmitglieder teilen eine ausgeprägte Faszination für Vampire und alles damit Verbundene, was sich in ihrer Musik, ihren Liedtexten und ihren Bühnenauftritten äußert. So ist auch der Bandname einem fiktiven Schauplatz aus den Romanen der Fantasy-Autorin Anne Rice entlehnt. Dieses Vampirismus-Motiv trug wesentlich zum Wachstum der Fangemeinschaft bei.
Seit ihrer Gründung veröffentlichte die Band über zehn Alben und trat auf diversen internationalen Festivals auf, darunter das Gods of Metal in Italien (2000), das Wave-Gotik-Treffen in Leipzig (2003 und 2006) und das Metal Female Voices Fest in Belgien (2006). Zudem begaben sie sich 2003 zusammen mit Christian Death auf Tournee, was ihnen zusätzliche Aufmerksamkeit einbrachte.
Seit 2004 ist die einstige Hintergrundsängerin Sonya Scarlet die einzig verbliebene Sängerin und Bandleaderin. Sie ist dafür bekannt sich bei Auftritten manchmal mit einer Klinge zu schneiden, um Fans von ihrem Blut trinken zu lassen.
Im Januar 2011 erschien das neunte Studioalbum Moonlight Waltz. Zeitgleich begann die Band in Europa eine Tournee, die sie im Laufe des Jahres auch nach Lateinamerika führen sollte.

## Stil
Theatres des Vampires verband auf den frühen Alben Black- und Symphonic-Metal-Einflüsse. Die Musiker sind jedoch keine Satanisten und bezeichnen Religion als „Opium für den menschlichen Verstand“. Später wurden zudem auch Elemente des Gothic Metal in die Musik integriert. Da die Musik der Band aber insgesamt schwer zu klassifizieren ist, wird im Zusammenhang mit der ausgeprägten Vampirismus-Thematik auch häufig von „Vampiric Metal“ gesprochen.

## Diskografie
- 1995: Nosferatu, eine Simphonie des Grauens (Demo)
- 1996: Vampyrìsme, Nècrophilie, Nècrosadisme, Nècrophagie
- 1999: The Vampire Chronicles
- 2001: Bloody Lunatic Asylum
- 2001: Iubilaeum Anno Dracula 2001 (EP)
- 2002: Suicide Vampire
- 2003: Vampyrìsme
- 2004: The Blackend Collection
- 2004: Nightbreed of Macabria
- 2005: Pleasure and Pain
- 2006: The Addiction Tour (Live-Album/DVD)
- 2007: Desire of Damnation (Best of)
- 2008: Anima Noir
- 2011: Moonlight Waltz
- 2016: Candyland
- 2021: In Nomine Sanguinis